# FIVB:s världsranking
FIVB:s världsranking används av FIVB för att seeda lag inför större mästerskap. En ny seedningsalgoritm infördes 1 februari 2020. Alla internationella och godkända tävlingar med minst fyra lag (inklusive kvaltävlingar) ingår. Resultatet av varje match jämförs med ett förväntat resultat mellan lagen baserat på deras ranking. Det lag som lyckades bättre än förväntat vinner poäng och det lag som lyckades sämre än förväntat förlorar lika många poäng.